# فرنسيسكو غارسيا كالديرون ري
فرنسيسكو غارسيا كالديرون ري (بالإسبانية: Francisco García Calderón Rey)‏ هو دبلوماسي بيروفي، ولد في 8 أبريل 1883 في فالبارايسو في تشيلي، وتوفي في 1 يوليو 1953 في ليما في بيرو.